# 小鱯
小鱯，為輻鰭魚綱鯰形目鱨科的其中一種，為熱帶淡水魚類，分布於亞洲印度及斯里蘭卡淡水流域，體長可達18公分，棲息在植被生長泥底質底層水域，以昆蟲及有機碎屑等為食，生活習性不明，可做為觀賞魚。

## 扩展阅读
維基物種上的相關：小鱯